# Boston Society of Film Critics Awards 2020
41. ročník předávání cen asociace Boston Society of Film Critics Awards se konal 13. prosince 2020.

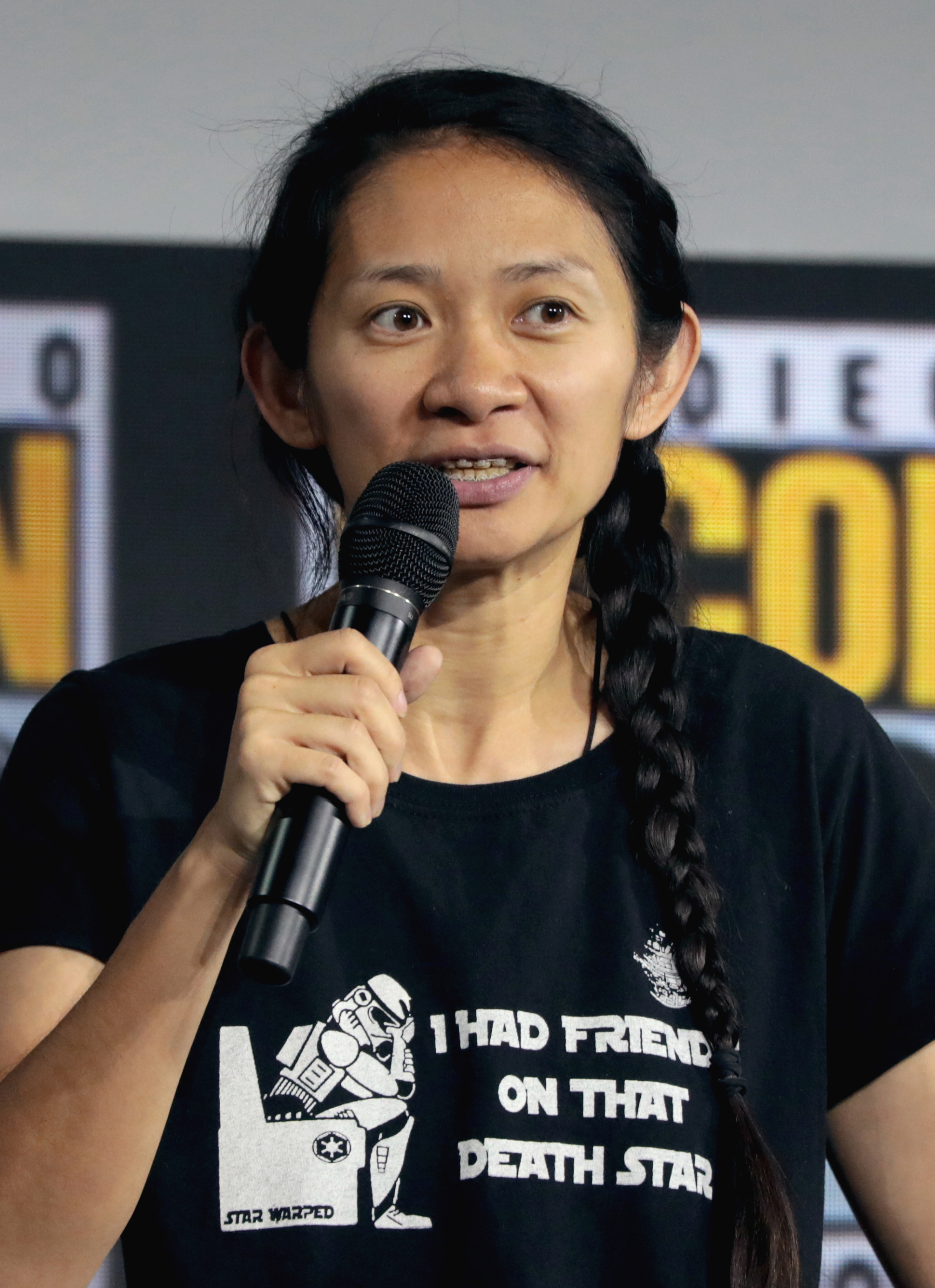
Chloé Zhaová, vítězka v kategorii nejlepší režisérka

## Vítězové a nominovaní

### Nejlepší film
1. Země nomádů
2. První kráva

### Nejlepší režisér
1. Chloé Zhaová – Země nomádů
2. Kelly Reichardt – První kráva

### Nejlepší scénář
1. Charlie Kaufman – Asi to ukončím
2. Kelly Reichardt a Joshua RIchardson – První kráva

### Nejlepší herec v hlavní roli
1. Anthony Hopkins – The Father
2. Riz Ahmed – Sound of Metal

### Nejlepší herečka v hlavní roli
1. SIdney Flanigan – Never Rarely Sometimes Always
2. Julia Garner – Asistentka

### Nejlepší herec ve vedlejší roli
1. Paul Raci – Sound of Metal
2. Brian Dennehy – Driveways

### Nejlepší herečka ve vedlejší roli
1. Jun Jo-čong – Minari
2. Amanda Seyfriedová – Mank

### Nejlepší dokument
1. Kolektiv
2. Malířka a zloděj

### Nejlepší cizojazyčný film
1. La Llorona
2. Nabarvené ptáče

### Nejlepší animovaný film
1. Vlčí dům
2. Vlkochodci

### Nejlepší kamera
1. Joshua James Richard – Země nomádů
2. Shabier Kichner – Sekerka

### Nejlepší střih
1. Robert Frazen – Asi to ukončím
2. Chloé Zhaová – Země nomádů

### Nejlepší skladatel
1. Emile Mosseri – Minari

### Nejlepší obsazení
1. Ma Rainey – matka blues
2. Minari

### Nejlepší nový filmař
1. Florian Zeller – The Father
2. Autumn de Wilde  – Emma.